# Корнешть (Бакеу)
Корнешть, Корнешті (рум. Cornești) — село у повіті Бакеу в Румунії. Входить до складу комуни Філіпешть.
Село розташоване на відстані 266 км на північ від Бухареста, 21 км на північ від Бакеу, 66 км на південний захід від Ясс.

## Населення
За даними перепису населення 2002 року у селі проживали 184 особи, з них 183 особи (99,5%) румунів. Рідною мовою 183 особи (99,5%) назвали румунську.